# Уцяо
Уця́о (кит. упр. 吴桥, пиньинь Wúqiáo, буквально: «мост семьи У») — уезд городского округа Цанчжоу провинции Хэбэй (КНР).

## История
Уезд был создан при чжурчжэньской империи Цзинь в 1162 году, и назван по существовавшему в этих местах посёлку Уцяо.
Во время войны с Японией в 1944 году уезды Дунгуан, Наньпи и Уцяо были слиты в единый уезд Дуннаньу (东南吴县). После войны в 1946 году уезды были восстановлены, но уезд Уцяо был при этом передан в состав провинции Шаньдун.
В августе 1949 года был создан Специальный район Цаннань (沧南专区), и уезд вошёл в его состав. В мае 1950 года Специальный район Цаннань был расформирован, и уезд Уцяо перешёл в состав Специального района Дэчжоу (德州专区).
В ноябре 1952 года уезд был передан в состав провинции Хэбэй и вошёл в состав Специального района Цансянь (沧县专区). В июне 1958 года Тяньцзинь был понижен в статусе, став городом провинциального подчинения, и Специальный район Цансянь был присоединён к Специальному району Тяньцзинь (天津专区), к уезду Уцяо при этом были присоединены уезды Цзинсянь и Гучэн. В начале 1959 года Специальный район Тяньцзинь был расформирован, а вся его территория вошла в состав города Тяньцзинь.
В июне 1961 года были восстановлены Специальный район Цанчжоу (沧州专区) — бывший Специальный район Цансянь, и воссозданный в прежних границах уезд вошёл в его состав. В декабре 1967 года Специальный район Цанчжоу был переименован в Округ Цанчжоу (沧州地区). В 1993 году Округ Цанчжоу и город Цанчжоу были расформированы, а на их территориях был образован Городской округ Цанчжоу.

## Административное деление
Уезд Уцяо делится на 5 посёлков и 5 волости.